# Фассбендер, Петер
Петер Фассбендер (нем. Peter Fassbänder, Faßbänder, Fassbaender; 28 января 1869, Ахен — 27 февраля 1920, Цюрих) — немецко-швейцарский композитор, пианист и музыкальный педагог.
Окончил Кёльнскую консерваторию (1890), ученик Франца Вюльнера, Густава Йенсена, Изидора Зайсса. На протяжении четырёх лет работал в Саарбрюкене, возглавляя городской оркестр и хоровое общество.
В 1895—1911 гг. городской музикдиректор в Люцерне, возглавлял оркестр и музыкальную школу; среди его учеников, в частности, Фриц Брун. Оставшиеся годы жизни провёл в Цюрихе во главе хорового общества. Выступал в составе фортепианного трио вместе с сыном Людвигом (нем. Ludwig Fassbaender; 1894—1965), виолончелистом и автором ряда неопубликованных сюит для виолы да гамба, и дочерью Хедвиг (Hedwig Faßbaender), скрипачкой. После смерти Фассбендера трио продолжало выступать вплоть до 1932 года с Хансом Рором (с 1927 г. мужем Хедвиг) в партии фортепиано.
Фассбендеру принадлежат четыре оперы, восемь симфоний и другие оркестровые пьесы (в частности, Симфоническая фантазия, 1898), три фортепианных, два скрипичных и один виолончельный концерты, три струнных квартета, сонаты для скрипки и фортепиано и для скрипки соло, многочисленные песни, а также сочинения для духового оркестра и хоровые работы (в том числе Немецкая месса). За одно из хоровых сочинений Фассбендер в 1900 году получил первую премию на конкурсе Немецкого хорового общества в Бруклине.